# Enrico Pozzo
Enrico Pozzo (né le 12 février 1981 à Biella) est un gymnaste italien, spécialiste de gymnastique artistique.
Il remporte la médaille d'or à la barre fixe et par équipes lors des Jeux méditerranéens à Pescara.
Au même agrès, il remporte la médaille de bronze lors des jeux suivants ainsi que la médaille d'argent par équipes.